# Damernas lagtävling i bordtennis vid olympiska sommarspelen 2012
Damernas lagtävling i bordtennis vid olympiska sommarspelen 2012 hölls i ExCeL under augusti 2012. Regerande mästare var Guo Yue, Wang Nan och Zhang Yining som vid olympiska sommarspelen 2008 representerade Kina.

## Medaljörer
| Event | Guld                              | Silver                                          | Brons                                       |
| Lag   | Kina Ding Ning Li Xiaoxia Guo Yue | Japan Ai Fukuhara Sayaka Hirano Kasumi Ishikawa | Singapore Li Jiawei Feng Tianwei Wang Yuegu |

## Format
Totalt 16 lag beräknas delta i grenen som planeras att avgöras som en vanlig utslagstävling.

## Seedning
| Placering | Lag            | Spelare (världsrankning den 4 juli) | Spelare (världsrankning den 4 juli) | Spelare (världsrankning den 4 juli)                                           |
| --------- | -------------- | ----------------------------------- | ----------------------------------- | ----------------------------------------------------------------------------- |
| 1         | Kina           | Ding Ning (1)                       | Li Xiaoxia (3)                      | Guo Yue (8)                                                                   |
| 2         | Japan          | Kasumi Ishikawa (6)                 | Ai Fukuhara (7)                     | Sayaka Hirano (18)                                                            |
| 3         | Singapore      | Feng Tianwei (8)                    | Wang Yuegu (11)                     | Li Jiawei (15)                                                                |
| 4         | Sydkorea       | Kim Kyung-Ah (5)                    | Seok Ha-Jung (19)                   | Park Mi-Young (33) Dang Ye-Seo (23) (Dang ersatte Park innan kvartsfinalerna) |
| 5         | Hongkong       | Tie Ya Na (10)                      | Jiang Huajun (20)                   | Lee Ho Ching (85)                                                             |
| 6         | Tyskland       | Wu Jiaduo (16)                      | Irene Ivancan (37)                  | Kristin Silbereisen (47)                                                      |
| 7         | Nederländerna  | Li Jiao (20)                        | Li Jie (28)                         | Elena Timina (135)                                                            |
| 8         | Nordkorea      | Ri Myong-Sun (34)                   | Kim Jong (53)                       | Ri Mi-Gyong (63)                                                              |
| 9         | Österrike      | Liu Jia (45)                        | Li Qiangbing (64)                   | Amelie Solja (90)                                                             |
| 10        | Spanien        | Shen Yanfei (17)                    | Sara Ramírez (83)                   | Galia Dvorak (114)                                                            |
| 11        | Polen          | Li Qian (30)                        | Natalia Partyka (68)                | Katarzyna Grzybowska (117)                                                    |
| 12        | USA            | Ariel Hsing (115)                   | Lily Zhang (139)                    | Erica Wu (448)                                                                |
| 13        | Storbritannien | Joanna Parker (119)                 | Na Liu (153)                        | Kelly Sibley (177)                                                            |
| 14        | Australien     | Lay Jian Fang (130)                 | Miao Miao (199)                     | Vivian Tan (243)                                                              |
| 15        | Brasilien      | Caroline Kumahara (192)             | Lígia Silva (228)                   | Gui Lin (255)                                                                 |
| 16        | Egypten        | Dina Meshref (160)                  | Nadeen El-Dawlatly (279)            | Raghd Magdy (430)                                                             |

## Program
Lokal tid, UTC+2
| 3 augusti 2012 - 10:00–13:00 Omgång 1 - 14:30–17:30 Omgång 1 4 augusti 2012 - 14:30–17:30 Kvartsfinaler - 19:00–22:00 Kvartsfinaler 5 augusti 2012 - 19:00–22:00 Semifinaler | 6 augusti 2012 - 10:00–13:00 Semifinaler 7 augusti 2012 - 11:00–14:00 Bronsmatch - 15:30–18:30 Final |

## Resultat
| Åttondelsfinaler | Åttondelsfinaler | Åttondelsfinaler |  |  | Kvartsfinaler | Kvartsfinaler | Kvartsfinaler |  |  | Semifinaler | Semifinaler | Semifinaler |  |            | Final      | Final      | Final |
|                  |                  |                  |  |  |               |               |               |  |  |             |             |             |  |            |            |            |       |
| 1                | Kina             | 3                |  |  |               |               |               |  |  |             |             |             |  |            |            |            |       |
| 10               | Spanien          | 0                |  |  | 1             | Kina          | 3             |  |  |             |             |             |  |            |            |            |       |
| 16               | Egypten          | 0                |  |  | 7             | Nederländerna | 0             |  |  |             |             |             |  |            |            |            |       |
| 7                | Nederländerna    | 3                |  |  |               |               |               |  |  | 1           | Kina        | 3           |  |            |            |            |       |
| 5                | Hongkong         | 3                |  |  |               |               |               |  |  | 4           | Sydkorea    | 0           |  |            |            |            |       |
| 9                | Österrike        | 1                |  |  | 5             | Hongkong      | 0             |  |  |             |             |             |  |            |            |            |       |
| 15               | Brasilien        | 0                |  |  | 4             | Sydkorea      | 3             |  |  |             |             |             |  |            |            |            |       |
| 4                | Sydkorea         | 3                |  |  |               |               |               |  |  |             |             |             |  |            | 1          | Kina       | 3     |
| 3                | Singapore        | 3                |  |  |               |               |               |  |  |             |             |             |  |            | 2          | Japan      | 0     |
| 11               | Polen            | 1                |  |  | 3             | Singapore     | 3             |  |  |             |             |             |  |            |            |            |       |
| 13               | Storbritannien   | 0                |  |  | 8             | Nordkorea     | 0             |  |  |             |             |             |  |            |            |            |       |
| 8                | Nordkorea        | 3                |  |  |               |               |               |  |  | 3           | Singapore   | 0           |  |            |            |            |       |
| 6                | Tyskland         | 3                |  |  |               |               |               |  |  | 2           | Japan       | 3           |  |            |            |            |       |
| 14               | Australien       | 0                |  |  | 6             | Tyskland      | 0             |  |  |             |             |             |  | Bronsmatch | Bronsmatch | Bronsmatch |       |
| 12               | USA              | 0                |  |  | 2             | Japan         | 3             |  |  |             |             |             |  |            | 4          | Sydkorea   | 0     |
| 2                | Japan            | 3                |  |  |               |               |               |  |  |             |             |             |  |            | 3          | Singapore  | 3     |